# Sinistra Socialista Democratica
Sinistra Socialista Democratica (SSD) è stato un partito politico sammarinese, nato come lista unitaria per le elezioni politiche del 2016 dall'unione di Sinistra Unita, Progressisti e Riformisti e Laboratorio Democratico.
Alle elezioni politiche del 2016 Sinistra Socialista Democratica si è presentata insieme al Movimento Civico10 ed a Repubblica Futura nella coalizione Adesso.sm, mentre nel 2019 nell'alleanza Libera San Marino. Nel 2020 è stato deliberato lo scioglimento del partito, confluito a novembre in Libera San Marino.

## Storia
Il 4 dicembre 2016, a seguito del ballottaggio, la coalizione Adesso.sm ha vinto la tornata elettorale e di conseguenza ha espresso la maggioranza in Consiglio Grande e Generale e nel Congresso di Stato.
Sinistra Socialista Democratica è stata rappresentata da 13 Consiglieri e ha indicato 3 Segretari di Stato. SSD era il partito di maggioranza relativa in Consiglio Grande e Generale.
SSD ha celebrato il suo primo Congresso il 17 e 18 novembre 2017; in esso si è sancita definitivamente l'unione delle tre componenti. Il titolo del primo Congresso è stato "Più Uniti. Più Forti. Passione per la nostra Repubblica". Dal Congresso sono stati eletti il Presidente di SSD, Michele Muratori, e la Segretaria, Eva Guidi, che si è dimessa nell'ottobre 2018 per entrare a far parte della squadra di Governo, giurando il 24 ottobre 2018.
Il 24 novembre 2018, durante l'Assemblea Congressuale "La Sinistra Sostenibile", è stato eletto Segretario di Partito Alessandro Bevitori.
In seguito alla crisi di governo e all'indizione di elezioni anticipate, SSD ha formato insieme a Movimento Civico10, Movimento Ideali Socialisti e Riforme e Sviluppo la lista "Libera San Marino". I risultati sono stati però negativi: la lista ha avuto eletti solo 10 consiglieri, di cui 6 di SSD, 3 del Movimento Civico 10 e 1 del Movimento Ideali Socialisti.
In seguito alle elezioni, SSD si è posizionata all'opposizione.
Il 13 e 14 novembre 2020 si è celebrato il Congresso fondativo del partito Libera San Marino a cui ha aderito SSD, assieme al Movimento Civico10 e Riforme Sviluppo creando un nuovo soggetto politico di matrice riformista e progressista. Nell'ambito dei lavori congressuali è stato nominato nuovo Segretario politico Matteo Ciacci. Il 30 dicembre 2020 l'assemblea di SSD ha deliberato lo scioglimento del partito. Una parte del partito, contraria allo scioglimento di SSD, ha fondato il movimento Area Democratica.

## Risultati elettorali
| Elezione       | Voti  | % | Seggi   |
| -------------- | ----- | - | ------- |
| Politiche 2016 | 2.352 |   | 14 / 60 |
| Politiche 2019 | 2.964 |   | 10 / 60 |